# نووموسیاتوو
نووموسیاتوو (انگلیسی: Novomusyatovo) یک شهرک در شهرستان بورزیانسکی باشقیرستان کشور روسیه است.